# Guadalcanal (eiland)

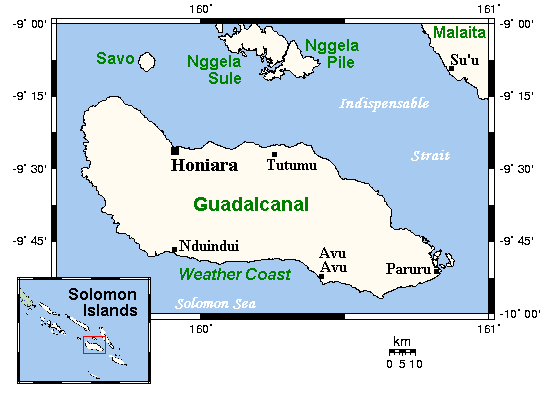
Kaart van de Guadalcanal

Guadalcanal is het grootste van de Salomonseilanden, gelegen in de zuidelijke Stille Oceaan. Het eiland ligt in de gelijknamige provincie Guadalcanal. Tijdens de Tweede Wereldoorlog vergaarde het eiland bekendheid als de locatie van de Slag om Guadalcanal, een van de bloedigste campagnes in de Grote Oceaan. Op het eiland ligt Honiara, de hoofdstad van de Salomonseilanden. Guadalcanal had in 2018 144.592 inwoners.

## Geografie

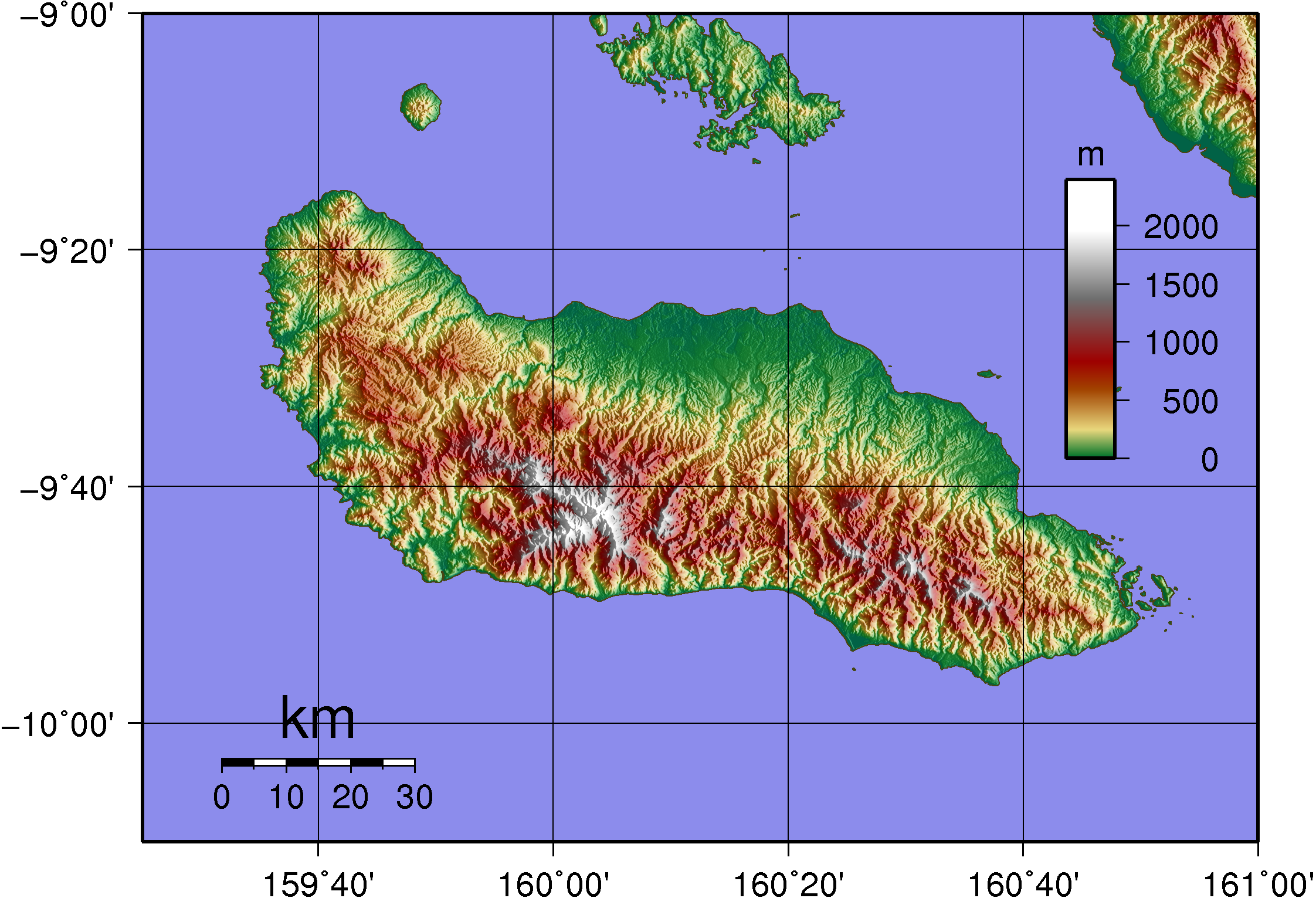
Guadalcanal

Het eiland is 5336 km² groot, het is bergachtig, met het hoogste punt op 2.335 meter, en is grotendeels met oerwoud bedekt. Het grootste deel van de bevolking leeft vlak langs de kust. De zuidkust staat bekend als de Weather Coast vanwege de hoge jaarlijkse neerslag aan die kant van het eiland. De hitte en vochtigheid zijn groot. Het eiland wordt geteisterd door tropische regenbuien, waardoor er in sommige jaren wel 500 cm neerslag valt. Langs de noordkust liggen steile koraalriffen.
Transport vindt grotendeels plaats over de weg. Er loopt een weg langs het grootste deel van de kust. De zuidkust wordt bereikt te voet, per boot of per helikopter. Honiara International Airport, de internationale luchthaven van de Salomonseilanden, ligt net ten oosten van Honiara. De luchthaven heette vroeger Henderson Field en is aangelegd in 1942.
Op het eiland wordt Engels gesproken, evenals Pidgin en diverse Melanesische talen. De eilandbewoners voerden lange tijd strijd met elkaar, zelfs tussen de dorpen. Op hun akkers verbouwen ze zoete aardappel, taro, cassave en fruit. Een deel van de bevolking leeft van visvangst.

## Geschiedenis
Een Spaanse vloot onder leiding van Alvaro de Mendaña de Neira ontdekte het eiland in 1568. Pedro de Ortega, een ondergeschikte van Mendana, vernoemde het eiland naar zijn geboortedorp in Andalusië, Guadalcanal. Hij was echter niet consistent in de schrijfwijze en het eiland is bekend geweest als Guadarcana, Guarcana en Guadalcana tot het uiteindelijk officieel Guadalcanar werd genoemd. In 1893 werd het eiland een Brits protectoraat. Toen het eiland onderdeel werd van het Britse Rijk in 1932 werd het officieel Guadalcanal.
Na de aanval op Pearl Harbor en Singapore trokken de Japanse strijdkrachten de Grote Oceaan in. Ze bezetten Guadalcanal op 3 mei 1942. De Verenigde Staten kozen Guadalcanal als locatie voor hun eerste grote invasie van Japans bezet gebied. De Slag om Guadalcanal is een omslagpunt in de oorlog tegen Japan geweest. Bij het Amerikaanse offensief na de slag bij Midway landden 11.000 mariniers in augustus 1942 op het eiland. Er vonden verscheidene zee- en luchtslagen plaats, waarvan genoemd kunnen worden de  slag bij Savo-eiland en de slag om Guadalcanal. De campagne was mede door de zeer grote verliezen aan beide zijden, een van de bloedigste in de oorlog in de Grote Oceaan. Van 1 tot 7 februari 1943 ontruimden de Japanners plotseling het eiland in een snelle en heimelijke terugtocht.
Het toerisme heeft na de Tweede Wereldoorlog zijn intrede gedaan. Men vindt er nu onder meer hotels, cafés en duikscholen en er worden rondleidingen georganiseerd om de herinneringen aan de slag levendig te houden.

## Flora en fauna
Er komen 181 vogelsoorten voor op het eiland, waaronder 21 soorten die endemisch zijn voor de Salomonseilanden zoals de guadalcanallijster (Zoothera turipavae) en de bergwaaierstaart (Rhipidura drownei ocularis). Het regenwoud in de lagere delen van het westen van het eiland wordt intensief gekapt, waardoor grote stukken zijn ontbost. Ook in meer heuvelachtig land wordt gekapt, wat een negatieve invloed heeft op het waterbeheer. Daarnaast wordt een begin gemaakt met mijnbouwactiviteiten. Hierdoor wordt het leefgebied van dieren en planten die gebonden zijn aan natuurlijk bos in laagland bedreigd.
Het eiland heeft nog een rijke zoogdierfauna met vooral vleermuizen, maar ook met ingevoerde invasieve soorten. Uromys rex is een inheems knaagdier. Verder zijn er 23 soorten vleermuizen: Dobsonia inermis, kleine langtongvleerhond (Macroglossus minimus), Melonycteris fardoulisi, Nyctimene bougainville, grote buisneusvleerhond (Nyctimene major) , punttandvleerhond (Pteralopex atrata), bergapenkopvleermuis (Pteralopex pulchra), Pteropus admiralitatum, Pteropus rayneri, Pteropus woodfordi, Rousettus amplexicaudatus, Emballonura dianae, Emballonura nigrescens, Emballonura raffrayana, Saccolaimus saccolaimus, bloemneusvleermuis (Anthops ornatus), Aselliscus tricuspidatus, Hipposideros calcaratus, Hipposideros cervinus, Hipposideros diadema, Hipposideros dinops, Miniopterus australis en Pipistrellus angulatus. De volgende soorten zoogdieren zijn er geïntroduceerd: witte koeskoes (Phalanger orientalis), Huiskat (Felis catus), Wild zwijn (Sus scrofa), Pacifische rat (Rattus exulans), Rattus praetor en de zwarte rat (Rattus rattus). De inheemse knaagdieren Uromys imperator en Uromys porculus zijn er uitgestorven.

## Guadalcanal in populaire media
- De tweede aflevering van de HBO-miniserie The Pacific gaat over de Slag om Guadalcanal.
- De film The Thin Red Line (1998) gaat over de landing van de geallieerden op het eiland Guadalcanal.